# ولفربرو (حوزه سرشماری)، نیوهمپشایر
ولفربرو (به انگلیسی: Wolfeboro) یک منطقهٔ مسکونی در ایالات متحده آمریکا است که در نیوهمپشایر واقع شده است. ولفربرو ۱۸٫۵ کیلومتر مربع مساحت و ۲٬۸۳۸ نفر جمعیت دارد و ۱۶۶٫۱۲ متر بالاتر از سطح دریا قرار دارد.